# شيكاغو تريبيون
شيكاغو تريبيون هي جريدة يومية أمريكية تصدر من شيكاغو، إلينوي تم تأسيسها عام 1847، وهي أهم إصدارات شركة تريبيون.

## روابط خارجية
- شيكاغو تريبيون على موقع الموسوعة البريطانية (الإنجليزية)
- شيكاغو تريبيون على موقع روتن توميتوز (الإنجليزية)